# Dolichognatha maturaca
Dolichognatha maturaca là một loài nhện trong họ Tetragnathidae.
Loài này thuộc chi Dolichognatha. Dolichognatha maturaca được miêu tả năm 1993 bởi Lise.